# Puente de Bubas
A Puente de Bubas (spanyol nevének jelentése: vérbaj-híd) a mexikói Puebla város egyik régi hídja, amely ma egy föld alatti alagútban található, és turisztikai látványosságként szolgál.

## Története
1682-ben a város akkori polgármestere, a Szent Jakab-rend lovagja, Anastasio Luis Salcedo Coronel y Benavides kórházat alapított a vérbajos (akkori spanyol nevén: francia betegség vagy buba) betegek ápolására, ott, ahol ma a Paseo de San Francisco bevásárlóközpont található. Ezt a kórházat azonban a város többi részétől elválasztotta a San Francisco folyó, ezért még ugyanebben az évben egy hidat is építettek hozzá, amely a Puente del Hospital de las Bubas, azaz a vérbaj-kórház hídja nevet kapta, bár a későbbi idők során hívták a San Francisco folyó új hídjának, valamint Carrillo-hídnak és Apresa-hídnak is.
Bár a kórház 1703-ban megszűnt, a híd megmaradt, és a 18. század első felében azt az utcaszakaszt, amely a folyótól keletre található, továbbra is a vérbaj-kórház utcájának nevezték. 1758-ban a híd keleti végénél álló ház Manuel Eusebio del Toro y Santa Cruz tulajdonában állt, aki után 1783-tól a hidat Toro-hídnak is elkezdték nevezni, de régi neve továbbra sem ment feledésbe. 1886-ban átépítették, és déli korlátjára egy feliratot is elhelyeztek: Puente Motolinía. Ampliado en 1886 („Motolinía-híd. Szélesítve 1886-ban”).
Az egykor tiszta vizű San Francisco folyó azonban az idő múlásával egyre szennyezettebbé vált, a 20. századra medre már annyira megtelt hordalékkal és szeméttel, hogy gyakran kiáradt, ráadásul nagy mennyiségű szennyvíz is belefolyt, így egyre nőtt az igény, hogy tegyenek vele valamit. Végül 1962-ben bejelentették, hogy a folyó városi szakaszát teljesen befedik. A költséges beruházás során a folyó fölött létrejött a Boulevard Héroes 5 de Mayo út, ám régi hidak és a folyó mellett álló régi házak sokasága semmisült meg. 1999-ben viszont felfedezték, hogy a Puente de Bubas sértetlenül megmaradt a föld alatt. 2014-ben egy 5 872 000 pesós beruházás során megkezdték feltárását, felújítását, majd 2015 végén megnyitották a turisták előtt. Bejárata az egykori Toro-házban található.